# Abas Arslanagić
Abas Arslanagić (Derventa, 2 ottobre 1944) è un allenatore di pallamano ed ex pallamanista bosniaco, fino al 1992 jugoslavo.

## Carriera

### Giocatore
Da giocatore ha vinto l'oro ai Giochi olimpici di Monaco di Baviera 1972 e due bronzi mondiali nel 1970 e nel 1974.
A livello di club ha legato la gran parte della sua carriera al Banka Luka, dove ha disputato 13 stagioni, vincendo quattro campionati jugoslavi, cinque coppe nazionali ed una Coppa dei Campioni nel 1975-1976.

### Allenatore
Mentre era ancora un giocatore, aveva cominciato anche la carriera da allenatore allenando i giovani del Banja Luka, dopo il ritiro dall'attività agonistica avvenuto nel 1978, ha allenato per un anno il Bosnamontaža prima di entrare nello staff della federazione jugoslava guidando prima la selezione Under-21, poi dedicandosi alla Nazionale maggiore prima dedicandosi ai portieri della e poi come prima allenatore tra il 1986 e il 1988 vincendo il bronzo a Seul 1988.
Negli anni seguenti ha allenatore in Jugoslavia, vincendo un campionato nazionale con il Metaloplastika, Portogallo, vincendo due campionati e una supercoppa portoghese con il Benfica, Croazia, un campionato ed una coppa nazionale con il Badel 1862 Zagabria, Slovenia, due campionati ed una coppa slovena con il Celje, ed in Bosnia ed Herzegovina, un campionato ed una coppa di Bosnia con il Bosna Sarajevo.
È stato anche il commissario tecnico del Qatar dal 1988 al 1994, della Croazia nel 1995-1996, della Bosnia ed Erzegovina nel 2002-2006 e della selezione under-21 del Qatar dal 2006 al 2008.
Nel 2013 ha chiuso la carriera da allenatore.

## Palmarès

### Giocatore

#### Club

##### Competizioni nazionali
- Campionato jugoslavo di pallamano maschile: 4

Borac Banja Luka: 1972-73, 1973–74, 1974–75, 1975–76
- Coppa di Jugoslavia di pallamano maschile: 5

Borac Banja Luka: 1969, 1972, 1973, 1974, 1975

##### Competizioni internazionali
- EHF Champions League (maschile): 1

Borac Banja Luka: 1975-1976

#### Nazionale
- Giochi olimpici

Monaco di Baviera 1972: oro.
- Campionato mondiale

Francia 1970: bronzo.
Germania Est 1974: bronzo.
- Giochi del Mediterraneo

Algeri 1975: oro.

### Allenatore

#### Club

##### Competizioni nazionali
- Campionato jugoslavo di pallamano maschile: 1

Metaloplastika: 1987-88
- Campionato portoghese di pallamano maschile: 2

Benfica: 1988-89, 1989-1990
- Campionato croato di pallamano maschile: 1

Badel 1862 Zagabria: 1995-96
- Campionato sloveno di pallamano maschile: 2

Celje: 1998-99, 1999-00
- Campionato bosniaco di pallamano maschile: 2

Bosna Sarajevo: 2002-03
- Coppa croata di pallamano maschile: 1

Badel 1862 Zagabria: 1996
- Coppa slovena di pallamano maschile: 2

Celje: 1999, 2000
- Coppa bosniaca di pallamano maschile: 1

Bosna Sarajevo: 2003
- Supercoppa portoghese di pallamano maschile: 1

Benfica: 1989

#### Nazionale
- Giochi olimpici

Seul 1988: bronzo.
- Mondiali juniores

Portogallo 1981: oro.